# Municipi de Jaunjelgava
El municipi de Jaunjelgava (en letó: Jaunjelgavas novads) és un dels 110 municipis de la República de Letònia, que es troba localitzat al centre-sud del país bàltic, i que té com a capital la localitat de Jaunjelgava. El municipi va ser creat l'any 2009 després de la reorganització territorial.

## Ciutats i zones rurals
- Parròquia de Daudzese (zona rural)
- Jaunjelgava (ciutat)
- Parròquia de Sece (zona rural)
- Parròquia de Sērene (zona rural)
- Parròquia de Staburags (zona rural)
- Parròquia de Sunākste (zona rural)

## Població i territori
La seva població està composta per un total de 6.543 persones (2009). La superfície del municipi té uns 685 kilòmetres quadrats, i la densitat poblacional és de 9,55 habitants per kilòmetre quadrat.